# Vallérargues
Vallérargues (okzitanisch: Valerargues) ist eine französische Gemeinde mit 132 Einwohnern (Stand: 1. Januar 2022) im Département Gard in der Region Okzitanien. Sie gehört zum Arrondissement Nîmes und zum Kanton Alès-2. Die Einwohner werden Vallérargois genannt.

## Geografie
Vallérargues liegt etwa 33 Kilometer nördlich von Nîmes und etwa 21 Kilometer östlich von Alès. Die Nachbargemeinden von Vallérargues sind Lussan im Norden, La Bruguière im Osten und Südosten, Belvézet im Süden sowie Bouquet im Westen und Nordwesten.

## Bevölkerungsentwicklung
| Jahr                       | 1962 | 1968 | 1975 | 1982 | 1990 | 1999 | 2006 | 2020 |
| -------------------------- | ---- | ---- | ---- | ---- | ---- | ---- | ---- | ---- |
| Einwohner                  | 93   | 93   | 95   | 96   | 108  | 112  | 133  | 139  |
| Quellen: Cassini und INSEE |      |      |      |      |      |      |      |      |

## Sehenswürdigkeiten
- Uhrenturm
- schlichte protestantische Kirche